# تروریسم راست افراطی در اسپانیا
تروریسم راست افراطی در اسپانیا (انگلیسی: Far-right terrorism in Spain) که به آن تروریسم فرانکوئیست گفته می‌شود، به کارهایی گفته می‌شود که پس از مرگ فرانسیسکو فرانکو در سال ۱۹۷۵ توسط گروه‌های فاشیستی و راست افراطی در اسپانیا صورت می‌گیرد. آن‌ها علیه تغییراتی هستند که در اسپانیا در طی مرحله انتقال به مرحله دمکراسی صورت می‌گیرد. کارهای آنان اساساً خشونت خیابانی علیه کسانی است که ایدئولوژی دیگری دارند.
در نتیجه کارهای آن حدود ۹۹ نفر کشته شده‌اند. طیف فعالیت‌های آنان از ترور افراد تا کشتار جمعی در نوسان بوده و بیشتر روی چپ‌گراها متمرکز بوده‌اند. گرچه آنان دست به کشتار شهروندانی که ارتباطی با سیاست نداشته‌اند زده‌اند. آن‌ها از اسامی مختلفی نیز استفاده کرده‌اند مانند گردان اسپانیایی باسک، جنگجویان پادشاه کریستو و اتحادیه ضد کمونیستی پاپ. گرچه راجع به آنان گفته شده‌است که چند فعالیت محدود انجام داده و اسامی مختلفی برای خود داشته‌اند.

## تاریخچه
به موازات اعلام وضعیت استثنایی در ویزکایا و گیپوزکوا در آوریل ۱۹۷۵، اولین حمله علیه کالاها و افراد مربوط به اتا و شبکه‌های پشتیبان آن‌ها صورت گرفت. گرچه این کار بیشتر در منطقه باسک فرانسوی صورت گرفت اما در خاک اسپانیا نیز صورت گرفته‌است. حادثه بمبگذاری کتابخانه موگالدی در هندایه در تاریخ ۷ آوریل ۱۹۷۵ اولین عملیات مسلحانه تروریسم نئو فاشیست‌های اسپانیا بحساب می‌آید. در تاریخ ۱۲ ژوئیه ۱۹۷۵، آن‌ها هنگامیکه حملات ماه‌های قبل را در رسانه‌ها اعلام می‌کردند اولین اسم خود را نیز اعلام کردند: ضد تروریسم اتا. در این زمان، این گروه‌ها هنوز فعالیت مرگباری انجام نداده بودند.

## وقایع نگار عملیات مرگبار گروه‌های راست افراطی

### ۱۹۷۵
- ۵ اکتبر ۱۹۷۵: بازرگان ایگناسیو اچاوه اوروبنگوآ کشته شد.
- ۱۲ اکتبر ۱۹۷۵: جرمان آگوئیره ایراسوئگیو کشته شد.

### ۱۹۷۶
- ۹ مه ۱۹۷۶: حوادث مونته خورا، دو کارل گرا کشته شدند.
- ۹ ژوئیه ۱۹۷۶: ماریا نورما منچاکا گونزالو توسط جنگجویان پادشاه کریستو کشته شد. دو نفر دیگر به شدت مجروح شدند.
- ۲۶ سپتامبر ۱۹۷۶، کارلوس گونزالز مارتینز در طی یک تظاهرات توسط جنگجویان پادشاه کریستو کشته شد.
- ۲۳ ژانویه ۱۹۷۷، آرتورو روئیز گارسیا در طی یک تظاهرات کشته شد.

### ۱۹۷۷
- ۲۴ ژانویه ۱۹۷۷، کشتار آتوچا صورت گرفت که در طی آن پنج نفر کشته و چهار نفر مجروح شدند. همه آن‌ها یا وکیل یا عضو اتحادیه کارگری بوده و همه آن‌ها از حزب کمونیست بودند.
- ۲۰ سپتامبر ۱۹۷۷، یک بمب که توسط گروه ضد کمونیستی پاپ در دفتر مجله ال پاپوس در بارسلون کار گذاشته بود منفجر شد. نگهبان این دفتر به نام خوان پنالور ساندووال کشته و ۱۷ نفر دیگر مجروح شدند.
- ۷ اکتبر ۱۹۷۷، یک راننده تاکسی به نام داوید سالوادور برناردو (جونیو) در گیپوزکا کشته شد. این قتل توسط گروه ضد کمونیستی پاپ به عهده گرفته شد. این راننده متهم شده بود که با اتا همکاری کرده‌است.

### ۱۹۷۸
- ۲۴ مه ۱۹۷۸، یک راننده تاکسی به نام خوزه مارتین مارکوالانز ساریه گو کشته شد.
- ۲ ژوئیه ۱۹۷۸، یک نفر به نام روساریو آره گوئی لتامندی توسط گروه ضد کمونیست پاپ کشته شد.
- ۳۰ اکتبر ۱۹۷۸، یک بمب نامه‌ای که برای کارمندان ال پائیز ارسال شده بود سه نفر از آن‌ها را مجروح کرد که دو نفر دارای جراحت‌های شدیدی بودند. نگهبان این روزنامه به نام آندره فراگوآس دو روز بعد فوت کرد.
- ۲۱ دسامبر ۱۹۷۸، یک نفر به نام خوزه میگوئل بناران اوردنانا کشته شد.

### ۱۹۷۹
- ۶ مه ۱۹۷۹، یک نفر به نام خوزه رامون آنسا اچه واریا کشته شد.
- ۱۲ مه ۱۹۷۹، فرانچیسکو خاویر لاراناگا خوآریستی کشته شد.
- ۲۵ ژوئن ۱۹۷۹، انریکه گومز کورتا آلوارز به دست گردان اسپانیایی باسک کشته شد.
- ۲۸ ژوئن ۱۹۷۹، مارتین ایزا گوئیره کشته شد.
- ۲۹ ژوئن ۱۹۷۹، اوره لیو فرناندز کاریو کشته شد.
- ۳ اوت ۱۹۷۹، خوان خوزه لوپاته گیو کشته شد این قتل توسط گردان اسپانیایی باسک به عهده گرفته شد.
- ۱۳ سپتامبر ۱۹۷۹، یک نفر به نام خوزه لوئیس آلکازو به دلیل «داشتن موی بلند» و «پوشیدن لباس جین» توسط افرادی که به فوئرزا نوو ئه وا ربط داشتند، کشته شد.
- ۲۰ سپتامبر ۱۹۷۹، پی یر گولدمن کشته شد.
- ۲۸ سپتامبر ۱۹۷۹، توماس آلبا ایرازوستا کشته شد و گروه ضد کمونیست پاپ این قتل را به عهده گرفت.
- ۵ اکتبر ۱۹۷۹، خوستو الیزاران پریکو ساراسولا پس از اینکه هدف گلوله قرار گرفت، کشته شد.

### ۱۹۸۰
- ۹ ژانویه ۱۹۸۰، یک زن ۱۹ ساله به نام آنا ترزا باروئتا آلوارز مورد تجاوز، شکنجه و قتل قرار گرفت. یکی از بازپرسان این پرونده توسط فوئرزا نوو ئه وا از طریق یک نوشته دیواری مورد تهدید قرار گرفت: کمونیست، خوک، ما به تو تجاوز خواهیم کرد.
- ۱۵ ژانویه ۱۹۸۰، کارلوس سالدیسه کورتا به وسیله جنگجویان پادشاه کریستو کشته شد.
- ۲۰ ژانویه ۱۹۸۰، لیبوریو آرانا گومز، پاسیفیکو فیکا زولوآگا، ماریا پاز آرمینو و مانوئل سانتاکولوما ولاسکو توسط جنگجویان پادشاه کریستو کشته شدند.
- ۱ فوریه ۱۹۸۰، یولاندا گونزالز مارتین کشته شد.
- ۲ فوریه ۱۹۸۰، خسوس ماریا زوبیکارای بادیولا توسط گردان اسپانیایی باسک کشته شد.
- ۱۹ آوریل ۱۹۸۰، فلیپه ساگارنا اورمازابال توسط گردان اسپانیایی باسک کشته شد.
- ۱ مه ۱۹۸۰، آرتورو پاخوئه لو روبیو کشته شد که به فوئرزا نوئهوا ربط داده شد.
- ۶ مه ۱۹۸۰، خوان کارلوس گارسیا پرز کشته شد که به فوئرزا نوئهوا ربط داده شد.
- ۸ مه ۱۹۸۰، ماریا خوزه براوو دل باریو مورد تجاوز قرار گرفته و کشته شد. این کار توسط گردان اسپانیایی باسک به عهده گرفته شد.
- ۲۳ ژوئیه ۱۹۸۰، یک حادثه بمبگذاری در بیلبائو دو تن از فرزندان کولی‌ها را کشت که عبارت بودند از ماریا کنترراس گابارا ۱۷ ساله و آنتونیو کونترراس گاباراس ۱۲ ساله. همچنین یک کارمند شهرداری به نام آناستازیو لئال ترادیلوس چند ساعت پس از حادثه به دلیل جراحت‌هایش در گذشت. این کار توسط گروه ضد کمونیست پاپ به عهده گرفته شد.
- ۲۵ ژوئیه ۱۹۸۰، بلن ماریا سانچز اوخدا که ۱۶ سال داشت کشته شد.
- ۳۰ اوت ۱۹۸۰، آنگل اتزانیز اولاباریا کشته شد. این قتل به گردان اسپانیایی باسک ربط داده شد.
- ۷ سپتامبر ۱۹۸۰، میگوئل ماریا آربلایز و لوئیس ماریا الیزوندو کشته شدند. این قتل‌ها به گردان اسپانیایی باسک ربط داده شد.
- ۱۴ نوامبر ۱۹۸۰، اسپرانزا آرانا و خوآکین آلفونسو اتزبریا کشته شدند. این قتل‌ها به گردان اسپانیایی باسک ربط داده شد. همچنین یک خرده فروش به نام خوآکین آنتیماسبره اسکوز نیز کشته شد که ربطی به مسائل سیاسی نداشت. این قتل نیز به گردان اسپانیایی باسک ربط داده شد.
- ۲۳ نوامبر ۱۹۸۰، دو نفر به نام‌های خوزه کامیو و ژان پییر آرامندی بدون اینکه به مسائل سیاسی ربطی داشته باشند کشته شدند. همچنین ده نفر به سختی مجروح شدند. این کار به گردان اسپانیایی باسک ربط داده شد.
- ۳۰ دسامبر ۱۹۸۰، خوزه مارتین ساگاردیا زالدوآ کشته شد که به گردان اسپانیایی باسک ربط داده شد.

### ۱۹۸۱
- ۳ مارس ۱۹۸۱، فرانچیسکو خاویر آنسا چینکونگویی کشته شد که به گردان اسپانیایی باسک ربط داده شد.
- ۲۶ ژوئن ۱۹۸۱، آنتونیو ماریو چاکون کشته شد.
- ۲ ژانویه ۱۹۸۲، پابلو گارایالده خوآره گوئیزابل کشته شد که توسط گروه ضد کمونیست پاپ به عهده گرفته شد.

## واقعه دیگر
۲۶ ژوئیه ۲۰۱۷ - فاکس نیوز خبر داد که یک افسر پلیس اسپانیا یک حمله تروریستی بالقوه را خنثی ساخته‌است. در معبر مرزی بین مراکش و اسپانیا یک مأمور پلیس با یک وسیله یک مهاجم را مورد حمله قرار داده و او را به زمین می‌اندازد. مقامات گفتند مرد مهاجم چاقو بدست بود و شعار الله اکبر می‌داد. مرد مهاجم در بازداشت پلیس می‌باشد.